# Ułan Księcia Józefa
Pour plus de détails, voir Fiche technique et Distribution.
Ułan Księcia Józefa (Ułan Księcia Józefa) est un film polonais réalisé par Konrad Tom, sorti en 1937.

## Synopsis
En 1809, un jeune lieutenant polonais tombe amoureux d'une fille tenant une auberge. Au cours d'une mission, il devra choisir entre son devoir et son amour... 

## Fiche technique
- Titre : Ułan Księcia Józefa
- Titre original : Ułan Księcia Józefa
- Réalisation : Konrad Tom
- Scénario : Konrad Tom
- Société de Production :
- Musique : Zygmunt Wiehler
Ivo Wesby
- Photographie : Zbigniew Gniazdowski
Albert Wywerka
- Montage :
- Costumes :
- Pays d'origine : Pologne
- Format :
- Genre :
- Durée :
- Date de sortie : 
  - Pologne : 29 décembre 1937

## Distribution
- Franciszek Brodniewicz : Józef Poniatowski
- Jadwiga Smosarska : Kasia
- Witold Conti : Andrzej Zadora
- Stanisław Sielański : Koperek
- Józef Orwid : Komar
- Seweryna Broniszówna : la femme de Komara
- Antoni Fertner : général de Vieuxtemps
- Wanda Jarszewska
- Wojciech Brydziński : un vétéran
- Hanna Brzezińska
- Halina Zawadzka : Magda